# Čađavički Lug
Čađavički Lug – wieś w Chorwacji, w żupanii virowiticko-podrawskiej, w gminie Čađavica. W 2011 roku liczyła 277 mieszkańców.